# 劳尔·庞贝

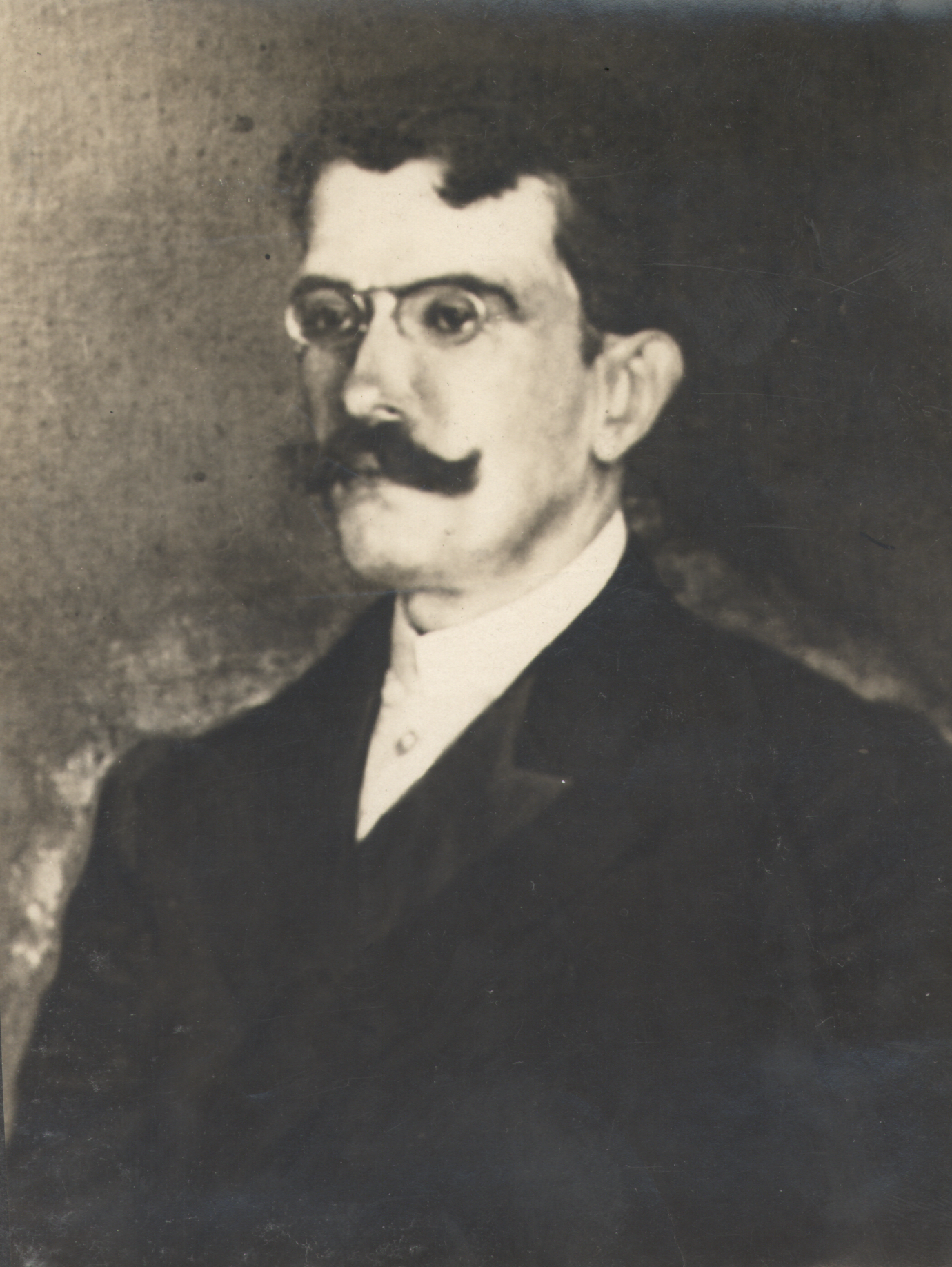
劳尔·庞贝

劳尔·庞贝（1863年4月12日 - 1895年12月25日）是巴西小說家、短篇小说作家。他是巴西文学院第33届院长。劳尔·庞贝曾因同性戀倾向而遭到誹謗和人身攻擊，他還感到自己處處被人鄙視，最終他於1895年圣诞节那一天開槍自杀。 